# Saint-Marin aux Jeux olympiques de la jeunesse d'hiver de 2016
Saint-Marin participe aux Jeux olympiques de la jeunesse d'hiver de 2016 à Lillehammer en Norvège du 12 au 21 février 2016. Un athlète représente le pays pour cette édition.

## Résultats

### Ski alpin
| Athlète             | Épreuve      | Finale        | Finale        | Finale        | Finale |
| Athlète             | Épreuve      | Manche 1      | Manche 2      | Total         | Rang   |
| ------------------- | ------------ | ------------- | ------------- | ------------- | ------ |
| Alessandro Mariotti | Slalom       | 58 s 23       | 56 s 84       | 1 min 55 s 07 | 32     |
| Alessandro Mariotti | Slalom géant | 1 min 27 s 03 | 1 min 25 s 81 | 2 min 52 s 84 | 30     |